# 毛有丰
毛有丰（1963年12月—），江苏常州人，中华人民共和国政治人物。

## 生平
1984年11月加入中国共产党。1982年9月至1986年7月，中国人民大学统计学专业学习。1986年7月大学毕业后分配到国家统计局工作，先后任国民经济综合统计司副处长、处长，办公室局长秘书室主任，国民经济综合统计司副司长，中国信息报社社长，办公室主任，人事司司长。2017年3月，任中华人民共和国国家统计局副局长、党组成员。